# Гурганский зидж
Гурганский зидж, или зидж Улугбека (перс. زیج سلطانی‎ — zij-e soltani) — средневековый звёздный каталог, изданный султаном Улугбеком в 1437 году. Труд был подготовлен группой мусульманских астрономов, работавших в Самарканде в обсерватории Улугбека под руководством султана. В подготовке зиджа принимали участие многие выдающиеся учёные Средней Азии, в том числе аль-Каши и аль-Кушчи.
Каталог содержит сведения о 1018 звёздах, которые распределены по 38 созвездиям. Каталог составлен на эпоху 1 мухаррама 841 года хиджры, что соответствует 5 июля 1437 года. В программу наблюдения был положен звёздный каталог «Альмагест». 27 южных звёзд из созвездий Корабля, Центавра, Зверя и Жертвенника Улугбек сам не наблюдал, поскольку они не были видимы на широте Самарканда в XV веке. Эти звезды были перенесены в зидж Улугбека по эпохе ас-Суфи. Оценка блеска также заимствована у ас-Суфи, что эквивалентно заимствованию из «Альмагеста».
В работе приводится длина звёздного года: 365 дней, 6 часов, 10 минут, 8 секунд (погрешность составила +58 секунд) и наклон оси Земли: 23,52 градуса (наиболее точное измерение).
Зидж Улугбека считается наиболее точным и полным звёздным каталогом своего времени, превосходя работы выдающихся предшественников: Птолемея, ас-Суфи и астрономов Марагинской обсерватории. Долгое время этот зидж оставался лучшей астрономической работой — до появления в XVI веке трудов аш-Шами и Тихо Браге.